# سينثيا كلاوسون
سينثيا كلاوسون (بالإنجليزية: Cynthia Clawson)‏ هي مغنية أمريكية، ولدت في 11 أكتوبر 1948.

## وصلات خارجية
- الموقع الرسمي
- سينثيا كلاوسون على موقع ميوزك برينز (الإنجليزية)
- سينثيا كلاوسون على موقع ديسكوغز (الإنجليزية)